# Shirley Varnagy
Shirley Varnagy Bronfenmajer (sinh ngày 1 tháng 2 năm 1982 tại Caracas) là nhà báo, nhà văn, người dẫn chương trình truyền hình, đài phát thanh người Venezuela gốc Do Thái.

## Tiểu sử
Varnagy sinh ra trong một gia đình người Do Thái tại Hungary. Ông bà của cô sống sót sau cuộc diệt chủng Holocaust, chỉ bị giam trong Trại tập trung Mauthausen. Cô hoàn thành khóa Truyền thông xã hội tại trường Đại học Công giáo Andrés Bello, tốt nghiệp loại giỏi. Sự nghiệp truyền thông bắt đầu khi cô làm tin tức cho đài Planeta FM. Sau đó cô là nhà sản xuất chương trình Gladys Rodríguez trên đài Circuito X FM, nhà sản xuất kênh tin tức trên mạng lưới truyền hình Venezuela Globovisión. Tại đây cô có cơ hội tiếp xúc và đưa tin về nhiều nhà báo nổi tiếng như Carla Angola trong chương trình "Buenas Noches". Ngoài đài Globovisión, Varnagy còn tham gia sản xuất truyền hình trên RCTV. Ngày 6 tháng 3 năm 2015, cô tái kết hôn, sinh con gái tên là Naomi.

## Sự kiểm duyệt của đài Globovisión
Ngày 30 tháng 4 năm 2014, cô thôi việc tại đài Globovisión, sau khi chương trình của cô mang tên Shirley, bị cắt khi cô đang phỏng vấn nhà văn người Peru Mario Vargas Llosa, một nhà phê bình gay gắt về các vấn đề chính trị của tổng thống Venezuela Hugo Chávez và Nicolás Maduro. Varnagy cho rằng việc gián đoạn khi đang truyền hình trực tiếp chương trình của cô là do sự "tự kiểm duyệt" từ Hội đồng quản trị kênh truyền hình. Toàn bộ cuộc phỏng vấn chỉ được truyền đi thông qua các phương tiện thay thế trên mạng xã hội.

## Sau khi thôi việc tại Globovisión và sự trở lại
Tháng 11 năm 2014, Varnagy xuất bản cuốn sách đầu tiên của cô mang tên El periodismo continúa, trình bày cảm xúc của mình trong các cuộc phỏng vấn của chương trình Shirley cho đến khi rời Globovisión. Sau đó, tháng 1 năm 2015, Varnagy bắt đầu tổ chức #ShirleyRadio, một chương trình với các cuộc phỏng vấn và âm nhạc của đài Éxitos, một phần của mạng vô tuyến Unión Radio. Tháng 3 năm 2016, Shirley Varnagy trở lại làm dẫn chương trình trên cáp Venevisión Plus. Chương trình mang tên Shirley, phỏng vấn các nhân vật và nghệ sĩ giải trí Venezuela và nước ngoài.